# Hugo Rabe
Hugo Rabe (* 9. April 1867 in Hannover; † 10. Februar 1932 ebenda) war ein deutscher Klassischer Philologe.

## Leben und Werk
Hugo Rabe, der Sohn eines Volksschullehrers, besuchte das Lyzeum II zu Hannover und studierte anschließend Klassische Philologie, Geschichte und Germanistik. Die ersten Semester verbrachte er an der Universität Göttingen, wo er unter anderem Ulrich von Wilamowitz-Moellendorff und Hermann Sauppe hörte. Später wechselte er an die Universität Bonn, wo ihn besonders Hermann Usener prägte. Er führte Rabe an die griechische Rhetorik heran, die zeitlebens seinen Forschungsschwerpunkt bildete. Nach der Promotion zum Dr. phil. (1890) und dem Ersten Staatsexamen (1891) vertiefte Rabe seine Studien ein Semester lang an der Berliner Universität, wo er mit Hermann Diels in Kontakt trat.
Ostern 1892 trat Rabe das Seminarjahr am Lyzeum I in Hannover an, Ostern 1893 das Probejahr am dortigen Realgymnasium I. Parallel dazu veröffentlichte er seine ersten Textausgaben: Das zweite Buch De anima des Aristoteles (1891) und Syrians Kommentare zu Hermogenes von Tarsos (1892–1893); beide Aufträge gingen auf Anregungen von Hermann Diels zurück. Drei Jahre lang arbeitete Rabe als wissenschaftlicher Hilfslehrer in Hannover, ehe er zum 1. April 1897 als Oberlehrer am Lyzeum II zu Hannover fest angestellt wurde. Zur Fortsetzung seiner Forschungsarbeit wurden ihm häufig Urlaub und finanzielle Unterstützung gewährt, die es ihm ermöglichten, Handschriften in verschiedenen Bibliotheken zu sichten. In diesem Zusammenhang entstanden weitere Textausgaben: Die spätantiken Rhetorik-Kommentare (1896), die Schrift De aeternitate mundi von Johannes Philoponos (1899), die Lukian-Scholien (1906) und die Hermogenes-Ausgabe (1913).
Aus gesundheitlichen Gründen trat Rabe, der seit 1909 den Titel Gymnasialprofessor trug, zum 1. April 1915 in den Ruhestand. Er unterrichtete noch einige Jahre vertretungsweise für andere Lehrer des Lyzeums II, die im Ersten Weltkrieg kämpften. Im Ruhestand setzte Rabe seine wissenschaftliche Arbeit unermüdlich fort. Neben Textausgaben und Aufsätzen veröffentlichte er bis zu seinem Tod jährliche Literaturberichte über Handschriftenfotografie in der Philologischen Wochenschrift. 1928 wurde er zum korrespondierenden Mitglied der Göttinger Akademie der Wissenschaften gewählt.
Rabe bereitete ein Corpus der griechischen Rhetoren vor, das er jedoch nicht mehr vollenden konnte. Sein Nachlass gelangte an die Preußische Akademie der Wissenschaften, wo er von Rudolf Güngerich und Paulheinz Ahlert bearbeitet wurde.

## Schriften (Auswahl)
- De Theophrasti libris περὶ λέξεως. Bonn 1890 (Dissertation)
- Aristotelis De anima liber B. Secundum recensionem Vaticanam. Berlin 1891
- Syriani In Hermogenem commentaria. Zwei Bände, Leipzig 1892–1893
- Anonymi et Stephani In artem rhetoricam commentaria. Berlin 1896
- Ioannes Philoponus De aeternitate mundi contra Proclum. Leipzig 1899. Nachdruck Hildesheim 1963
- Scholia in Lucianum; adiectae sunt II tabulae phototypae. Leipzig 1906. Nachdruck Stuttgart 1971
- Hermogenis Opera. Leipzig 1913. Nachdrucke Stuttgart 1969, 1985
- Aphthonii Progymnasmata. Accedunt anonymi Aegyptiaci, Sopatri, aliorum fragmenta. Leipzig 1926
- Ioannis Sardiani Commentarium in Aphthonii progymnasmata. Leipzig 1928
- Prolegomenon sylloge. Accedit Maximi libellus de obiectionibus insolubilibus. Leipzig 1931. Nachdruck Stuttgart 1995